# Арнольд, Эдвин
Сэр Эдвин Арнольд (англ. Sir Edwin Arnold; 10 июня 1832, Грейвзенд, Кент, Англия — 24 марта 1904, Лондон, там же) — английский поэт, журналист и издатель викторианской эпохи.

## Биография

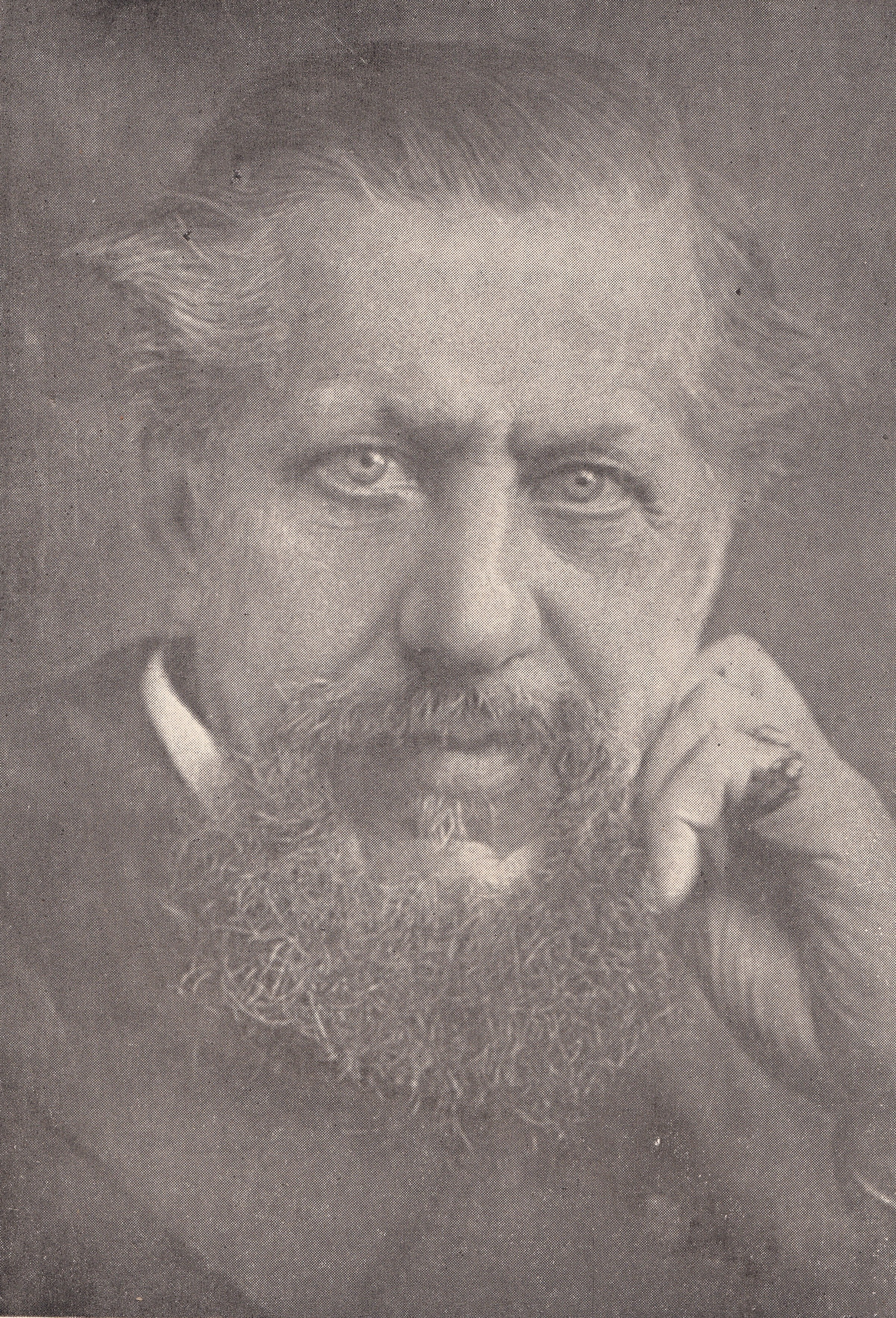

Эдвин Арнольд был вторым из шести детей в семье муниципального советника Роберта Коула Арнольда. Образование получил в Королевской школе Рочестера (англ.). Затем учился в лондонском Королевском колледже и в Университетском колледже Оксфордского университета. В университетские годы (1852) получает Ньюдигейтскую премию (англ.}) в области поэзии. После окончания образования преподаёт в школе Короля Эдварда (англ.) в Бирмингеме, а в 1856 году уезжает в Индию. В Индии в течение 7 лет работает в Государственном колледже санскрита в Пуне. Не покидает он Индии и во время антианглийского восстания сипаев в 1857 году. В этот период Арнольд собирает востоковедческие материалы, послужившие основой для его будущих литературных работ.
Вернувшись в начале 1860-х годов в Англию, работает сначала журналистом для газеты Daily Telegraph, а затем более 40 лет занимает должность редактора и шеф-редактора этой газеты. В качестве её представителя (от прессы) Арнольд был приглашён Генри Стенли принять участие в африканской экспедиции, во время которой путешественники прошли через бассейн реки Конго. В честь Арнольда Стенли назвал гору к северо-востоку от озера Эдуард.
Арнольд также был первым, изложившим идею об оси через британские владения на африканском континенте, железной дороге, которая должна была соединить Каир и Кейптаун (1874), и которая затем нашла горячего сторонника в лице Сесиля Родса. Поэт и журналист Арнольд был поклонником и большим знатоком Востока. Все значительные его поэтические произведения, и в первую очередь известнейшее из них — «Свет Азии» (англ. The Light of Asia) — связаны с индийской культурой. Писатель много сделал для популяризации восточных обычаев, культуры и образа жизни в Англии. В свою очередь, «Свет Азии» был переведён на многие индийские языки, в том числе на хинди. Вышедшая на английском языке впервые в 1879 году, эта поэма имела большой успех в Великобритании и США.
В своих поэтических произведениях Арнольд уделял много внимания индийской мифологии и философии, взаимодействию христианства и буддизма, поиску аналогий в образах Христа и Будды. Последние годы своей жизни поэт провёл в Японии, где женился в третий раз — на японке Тама Курокава, с которой вернулся в Лондон. В своих работах «Моря и земли» (англ. Seas and Lands) (1891) и «Японика» (Japonica) (1892) даёт интересные зарисовки японского общества и быта того времени.
Эдвин Арнольд был награждён орденами Звезда Индии (1877) и Индийской империи (1888).
Его сын Эдвин Лестер Арнольд стал известным писателем-новеллистом.

## Избранные произведения
- Indian Song of Songs (1875)
- The Light of Asia (1879)
- Pearls of the Faith (1883)
- The Song Celestial (1885)
- With Sadi in the Garden (1888)
- The Light of the World (1891)
- Tiphar’s Wife (1892)
- The Japanese Wife (1893)

## Русские переводы
- Арнольд Э. Свет Азии или Великое отречение. Пер. А.Н. Анненской. 1890. (В прозе)
- Арнольд Э. Светило Азии или Великое отречение. Пер. И. Юринского. — СПб., 1891.
- Арнольд Э. Свет Азии или Великое отречение. Пер. А.М. Фёдорова. 1895. (В стихах)
- Арнольд Э. Свет Азии или Великое отречение. Пер. А.М. Фёдорова под ред. П.Н. Малахова. Амрита-Русь, 2020. (В стихах, читать)